# FC 파수스드페헤이라
FC 파수스드페헤이라(포르투갈어: Futebol Clube Paços de Ferreira, (발음 IPA: ['pasuʃ dɨ fɨ'ʁɐiɾɐ]), 또는 일반적으로 P.페헤이라라고도 불리는 이 클럽은 포르투갈의 축구 클럽으로 2007-08시즌 결과 15위를 기록하여 2부리그인 세군다리가로 강등되어 2008-09부터 2부리그에서 플레이하게 되어 있었으나 보아비스타 FC가 뇌물 수수 사건으로 인하여 강등되면서 강등을 피하여 1부 리그에 잔류하게 되었다.
파수스 페헤이라는 1부리그 우승 기록은 없고 2부리그인 세군다리가 우승만 세번 기록하고 있다. 2008-09시즌엔 포르투갈 컵 준우승을 차지하였다.

## 역사
파수스드페헤이라의 시작은 1930년대의 SC 파센스(Sport Club Pacense) 팀이다. 이 클럽은 20년 동안 정식 승인을 받지 않고 경기를 해오다가 1950년대에 하위 디비전에 참가하게 되면서 브라질의 축구 클럽 CR 바스쿠 다 가마의 명칭을 따와서 FC 바스쿠 다 가마(Futebol clube Vasco da Gama)로 개칭한 후부터 정식 승인을 받게 되었다. 그리고 현재 사용하는 유니폼 색으로 바꾸게 되면서 현재의 FC 파수스드페헤이라라는 이름을 갖게 되었다.
현재의 명칭으로의 첫 시합은 1950년 11월 19일에 AD 루사다를 2-1로 물리친 경기이다. 파수스드페헤이라는 1956-57시즌까지 3부 지역 디비상에서 플레이해왔다. 1956-57시즌에 3부 지역 디비상 우승을 차지하면서 2부 리그로 승격하였다. 현재 클럽의 문장은 1961-62시즌에 만들어져 현재까지 사용되고 있다.
1972-73시즌까지 2부 리그와 3부 리그 사이에서 승격과 강등을 계속하다가 1973-74시즌에 3부 리그 우승을 차지하였다. 그리고 1990-91시즌에 2부 리그를 우승하며 1부 리그에 발을 들여 놓게 되었다. 그 후 승격과 강등을 거듭하며 세번의 2부 리그 이뤘다.
2006-07시즌엔 클럽 최고의 성적인 포르투갈 리가 6위를 기록하며 UEFA컵에 진출하게 되어, 클럽 역사상 최초로 유럽 대회에 진출하게 되었다. 파수스드페헤이라는 1회전에서 네덜란드의 AZ를 맞아 합계 0-1로 탈락하였다.

## 역대 성적
- 포르투갈 컵

준우승 (1회) : 2008-09
- 세군다리가 (2부리그)

우승 (3회) : 1990-91, 1999-00, 2004-05

## 선수 명단

### 현역
참고: FIFA 자격 규정에 따라 소속된 국가대표팀 국기를 표시합니다. 선수는 복수의 FIFA 비회원국 국적을 가지고 있을 수 있습니다.
| 번호 | 포지션 | 국적     | 이름              |
| ---- | ------ | -------- | ----------------- |
| 5    | DF     | 포르투갈 | 비토리누 안투느스 |
| 23   | DF     | 에콰도르 | 에릭 페리그라     |
| 28   | GK     | 포르투갈 | 호세 마라포나     |

| 번호 | 포지션 | 국적 | 이름 |
| ---- | ------ | ---- | ---- |

## 역대 감독
| 감독            | 임기        |
| --------------- | ----------- |
| 자이므 파셰쿠   | 1993        |
| 자이므 파셰쿠   | 1994        |
| 에우리쿠 고메스 | 1997 ~ 1999 |
| 파울로 폰세카   | 2012 ~ 2013 |
| 파울로 폰세카   | 2014 ~ 2015 |